# Marija Wladimirowna Schurotschkina

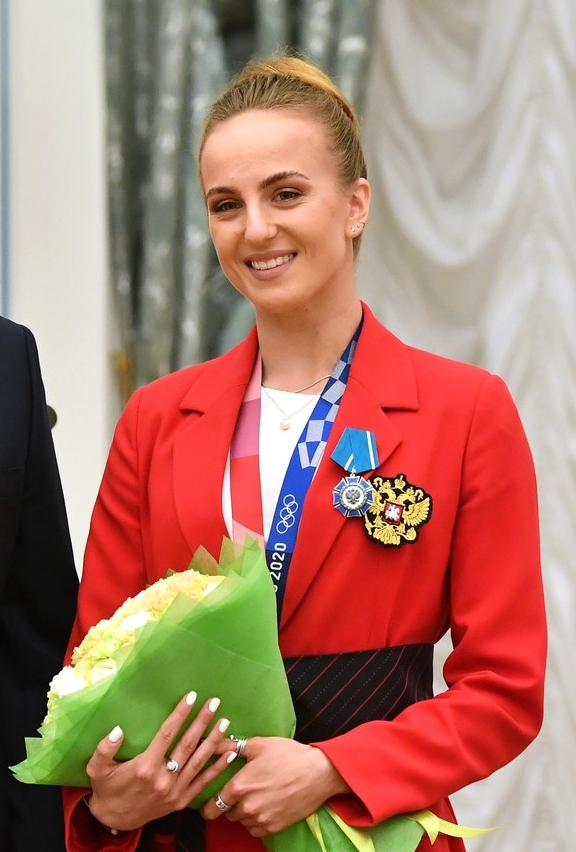
Marija Wladimirowna Schurotschkina, 2021

Marija Wladimirowna Schurotschkina (russisch Мария Владимировна Шурочкина; * 30. Juni 1995 in Moskau) ist eine russische Synchronschwimmerin.

## Erfolge
Sie gewann bei den Olympischen Spielen 2016 mit dem russischen Team die Goldmedaille in der Gruppenwertung. 2013 und 2015 als Mitglied der russischen Gruppe siegte Schurotschkina bei der Weltmeisterschaft; 2014 und 2016 war Schurotschkina mit der russischen Gruppe Europameisterin.